# Akaflieg München Mü 30 Schlacro
L'Akaflieg München Mü 30 Schlacro est un biplace d’entrainement à la voltige allemand dessiné pour la construction amateur, commercialisé par la firme allemande Akaflieg München.
La conception de cet appareil a débuté en 1985 autour d’un moteur Porsche PFM3200 fourni gratuitement par le constructeur automobile. Mais en 1992 un moteur Lycoming AEIO 540 est acheté et l’appareil modernisé : structure renforcée utilisant plus de matériaux composites, nouvelle forme de dérive, ...
C'est un classique monoplan à aile basse cantilever à train classique fixe et poste de pilotage biplace en tandem.
Le premier vol a finalement eu lieu le 16 juin 2000.